# Jeff Pourquié
Jeff Pourquié, né en 1964 à Toulouse, est un dessinateur et coloriste de bande dessinée français.

## Biographie
Il a collaboré avec la revue (A Suivre) de 1993 à 1997 ainsi qu'avec le magazine French Guitare, et a travaillé pour divers autres magazines (Wind, Music & buziness, Espace social européen, mais aussi pour Bayard, Fluide Glacial, Spirou, Jazz magazine). 
Il enseigne l'illustration à l'École Estienne à Paris et est également guitariste au sein du groupe « Les Jacquelines Maillan » avec Étienne Lécroart, Marianne Lampel, Gilles Quétin, Jean-Yves Duhoo et Philippe Calandre.  

### Dessinateur/coloriste
- Des méduses plein la tête, scénario de Patrick Pécherot, 2000, éd. Casterman  (ISBN 220338932X)[1]
- Le Poulpe tome 4 : La Bande décimée, scénario de Jean-Luc Cochet, 2000, éd. 6 Pieds sous terre  (ISBN 2910431169)
- Ciao Pékin, scénario de Patrick Pécherot, 2001, éd. Casterman  (ISBN 2203389702)[2]
- Vague à lame, scénario de Patrick Pécherot, 2003, éd. Casterman  (ISBN 2203391057)
- Le Guide des métiers méconnus[3], scénario d'Yves Frémion, 2004, éd. Audie, coll. Fluide glacial  (ISBN 2858153833)
- Abel Abigalus tome 1 : Premiers pas dans l'au-delà, scénario de Warfi, 2005, éd. Casterman  (ISBN 220339403X)
- Les 7 Sherlock (dessin), avec Damien Vidal (dessin) et Jean-Michel Darlot (scénario), Poivre et Sel, 2005  (ISBN 9782875470300). Réédité par Vide Cocagne en 2017[4]  (ISBN 9791090425842).
- Les Tribulations de Pebble et Biozevitch tome 1 : Le Bras qui bouge, scénario de Guillaume Bouzard, 2005, éd. Audie coll. Fluide Glacial  (ISBN 2858154309)
- Mirage Hôtel, scénario de Matz, 2006, éd. 6 Pieds sous terre  (ISBN 2910431924)
- Valérian, vu par... tome 1 : L'Armure du Jakolass (coloriste), scénario et dessin de Manu Larcenet, 2011, éd. Dargaud  (ISBN 978-2-205-06758-3)
- Békame, scénario d'Aurélien Ducoudray, éd. Futuropolis
  - Première partie, 2012,  (ISBN 9782754804042)
  - Deuxième partie, 2014,  (ISBN 9782754808729)
- Chez Francisque tome 5 : Satiété tu m'auras pas[5], scénario de Yan Lindingre, 2012, éd. Dargaud  (ISBN 9782205068702)
- Les Dinosaures du Rock (livre-CD)[6] , scénario de Da Silva, 2013, éd. Actes Sud Junior  (ISBN 9782330024383)
- La troisième population[7],[8] , Futuropolis,  (ISBN 9782754816809), 3 mai 2018
Scénario : Aurélien Ducoudray - Dessin : Jeff Pourquié, (mention spéciale du Jury œcuménique de la bande dessinée 2019[9])
- Histoire dessinée de la France t. 3 : Pax Romana ! D'Auguste à Attila[10] (dessin), avec Blaise Pichon (scénario), La Revue dessinée et La Découverte, 2018,  (ISBN 979-10-92530-42-1)
- Assassins, les psychopathes célèbres[11],[12], scénario de Théa Rojzman, 2019, Fluide Glacial.

### Collectifs
- Duo, collectif, 2009, éd. Audie coll. Fluide Glamour  (ISBN 978-2-85815-975-8)
- Juke box tome 1, collectif, 2010, éd. Vanille Goudron  (ISBN 978-2-930589-00-8)
- Immigrants (13 témoignages, 13 auteurs de bande dessinée et 6 historiens), collectif, 2010, éd. Futuropolis / association BD BOUM, en partenariat avec le festival Les Rendez-vous de l'Histoire  (ISBN 9782754804073)
- Notre Mère la Guerre - Hors-série 1 : Chroniques[13], scénario de Kris, 2014, éd. Futuropolis / éd. La Gouttière  (ISBN 978-2-7548-1155-2)
- La Revue dessinée no 7, collectif, 2015, éd. La Revue dessinée  (ISBN 978-2-7548-1200-9)
- Rita[14], revue réunissant une quinzaine d'auteurs et dessinateur. La direction graphique est assurée par Jeff Pourquié et Tanguy Ferrand. Le numéro 0 est sorti en avril 2019[15].